# Feedback (보아의 노래)
〈Feedback〉(피드백)은 가수 보아가 한국에서 발매한 디지털 싱글이다. 〈Feedback〉은 펑키한 기타 연주와 시원한 신스 사운드가 어우러진 신나는 분위기의 레트로 댄스 팝 곡으로, 사랑에 대한 확신을 받고 싶어 하는 직설적이고 당찬 고백을 위트있게 풀어낸 가사가 인상적이며, 개성 있는 보이스와 강렬한 래핑으로 사랑 받고 있는 래퍼 넉살이 피처링으로 참여, 매력 만점 컬래버레이션으로 음악 팬들을 매료시킬 전망이다.

## 작업 및 발매
보아는 이번 신곡의 작사, 작곡, 편곡은 물론 프로듀싱에도 직접 참여했으며, 그동안 다수의 자작곡을 통해 싱어송라이터로서의 역량을 입증한 만큼, 이번 신곡 역시 기대를 모으고 있다. 

## 활동 목록
| (타이틀곡) Feedback          |                 |                                                                  |
| 2019년 5월 19일              | JTBC 스테이지 K |                                                                  |
| 2019년 5월 25일              | 한수원 페스티벌 | WOMAN, ONE SHOT TWO SHOT, Only One No matter what, My Name, No.1 |
| 2019년 6월 4일               | 음원 발매       |                                                                  |
| 2019년 6월 5일 5월 23일 녹화 | MBC 나혼자 산다 |                                                                  |

## 트랙리스트
〈Feedback〉
1. Feedback